# Роумінг
Ро́умінг (англ. roaming — «бродити, мандрувати») — процедура надання послуг зв'язку (мобільний зв'язок, Wi-Fi) абоненту поза зоною покриття «домашньої» мережі (або базової станції) шляхом використання ресурсів базової станції іншого оператора мобільного зв'язку.
Слід зазначити, що термін «роумінг» має кілька значень.
Роумінг у базовому розумінні є міжнародний роумінг у мобільному зв'язку. 
Міжнародний роумінг можливий як для стандарту GSM, так і для стандартів CDMA, UMTS, iDEN
Роумінг працює через автоматичне перемикання між базовими прийомопередавальними станціями. Якщо відбувається перемикання між станціями одного оператора, однієї мережі, наприклад, під час руху, такий роумінг називається внутрішньомережевим. 
При міжмережевому роумінгу використовуються базові станції іншого оператора мобільного зв'язку поза зоною дії основного оператора абонента. Найчастіше використовується міжнародний роумінг, який доступний завдяки домовленості між операторами стільникового зв'язку. Під базовою станцією слід розуміти точку доступу Wi-Fi або базову станцію мобільного зв'язку. Існує також і національний роумінг (при наявності домовленостей між операторами).
Прикладом дії роумінгу в стільниковому зв'язку GSM є робота мобільного телефону в режимі розмови без розриву зв'язку під час руху в транспорті — телефон автоматично перемикається між базовими станціями, завдяки алгоритму дії мобільного зв'язку.
Прикладом дії роумінгу в Wi-Fi є наявність стабільного сигналу при виході з радіуса дії однієї точки доступу й входження в радіус дії іншої з тим же SSID і на тому ж каналі. Слід також зазначити, що для цього поля стійкої дії точок доступу повинні перекриватися на 20-30%.